# Oblast Montana
Oblast Montana (bugarski Област Монтана) nalazi se u sjeverozapadnoj Bugarskoj, na granici sa Srbijom i Rumunjskom. U oblasti živi 183.353 stanovnika, dok je prosječna gustoća naseljenosti 48 stan./km² Najveći grad i administrativno središte oblasti je grad Montana s 53.663 stanovnika .
Oblast Montana dijeli se na 14 općina
| Općina           | Stan.  | Sjedište         | Stan.  |
| ---------------- | ------ | ---------------- | ------ |
| Berkovica        | 21.981 | Berkovica        | 16.380 |
| Bojčinovci       | 10.031 | Bojčinovci       | 1.804  |
| Brusarci         | 5.566  | Brusarci         | 1.441  |
| Čiprovci         | 4.360  | Čiprovci         | 2.251  |
| Georgi Damjanovo | 2.857  | Georgi Damjanovo | 477    |
| Jakimovo         | 4.535  | Jakimovo         | 1.736  |
| Lom              | 34.403 | Lom              | 28.546 |
| Medkovec         | 4.433  | Medkovec         | 2.062  |
| Montana          | 63.462 | Montana          | 53.663 |
| Vlčedrm          | 10.880 | Vlčedrm          | 4.148  |
| Vršec            | 9.110  | Vršec            | 7.191  |

Etnički sastav Oblasti Montana
| Narod     | Stanovnika | Postotak |
| --------- | ---------- | -------- |
| Bugari    | 157.507    | 86,42%   |
| Turci     | 235        | 0,129%   |
| Romi      | 22.784     | 12,501%  |
| Rusi      | 272        | 0,149    |
| Armenci   | 19         | 0,01%    |
| Vlasi     | 19         | 0,01%    |
| Makedonci | 16         | 0,009%   |
| Grci      | 24         | 0,013%   |
| Ukrajinci | 46         | 0,025%   |
| Židovi    | 3          | 0,002%   |
| ostali    | 250        | 0,137%   |

- Prema popisu stanovništva iz 2001. godine 172.358 stanovnika oblasti izjasnilo se kao religiozno: 168.171 (92,3%) pravoslavaca, 3.680 (2%) protestanata, 121 (0,1%) katolika, 283 (0,2%) muslimana i 103 (0,1%) ostalih.

## Vanjske poveznice
- Službena stranica oblasti  Arhivirana inačica izvorne stranice od 18. kolovoza 2010. (Wayback Machine)